# AUTOart

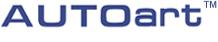
AUTOartロゴ

AUTOart（オートアート）は、ミニカー（自動車模型）ブランドのひとつ。

## 概要
1998年に設立されたGateway AUTOart Limited 社によるミニカーブランドである。主に1/18スケールのモデルをリリースしており、ドアやエンジンなどの開閉個所が多いことが特徴である。日本法人のゲートウェイ・オートアート・ジャパンは山梨県笛吹市一宮町に本社を置く。
東京駅から直結する丸の内オアゾの地下通路に常設のショーケースを設置している。

## 製品化されたメーカー

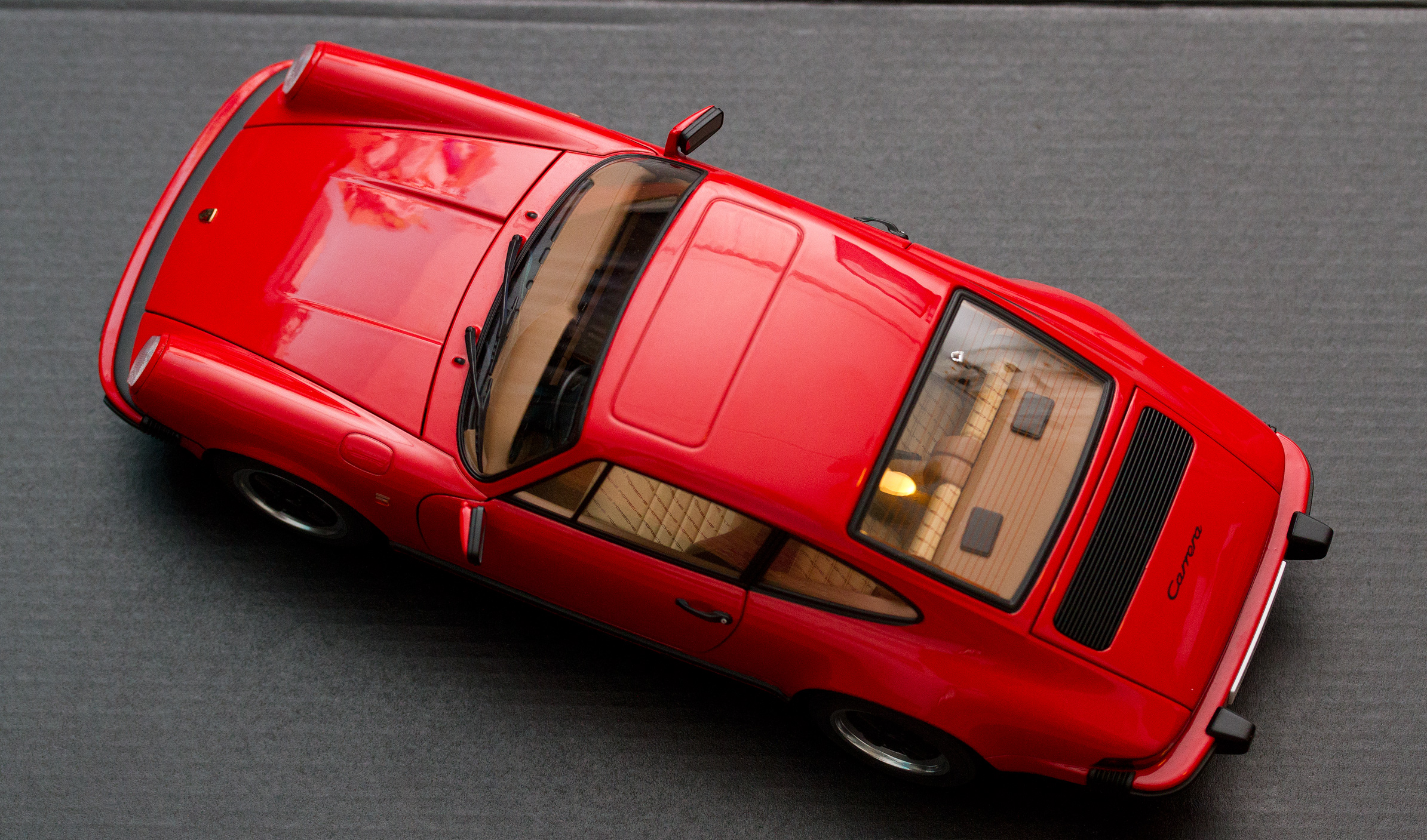
ポルシェ

- レクサス
- トヨタ
- 日産
- ホンダ
- スバル
- メルセデスベンツ
- ランボルギー二（リバティーウォーク）
- シボレー
- ケーニグセグ
- アウディ
- フォード
- ブガッティ
- パガーニ
- ポルシェ
- ロータス
- アストンマーチン
- ダッヂ
- マクラーレン
- ジャガー
- レッドブル
- スズキ